# Endoxyla euryphaea
Endoxyla euryphaea is een vlinder uit de familie van de Houtboorders (Cossidae). De wetenschappelijke naam van de soort is voor het eerst gepubliceerd in 1945 door Alfred Jefferis Turner.
De soort komt voor in Australië (Queensland).